# Gmina Derventa
Gmina Derventa (serb. Општина Дервента / Opština Derventa) – gmina w Bośni i Hercegowinie, w Republice Serbskiej. W 2013 roku liczyła 25 922 mieszkańców.